# Имперская армия

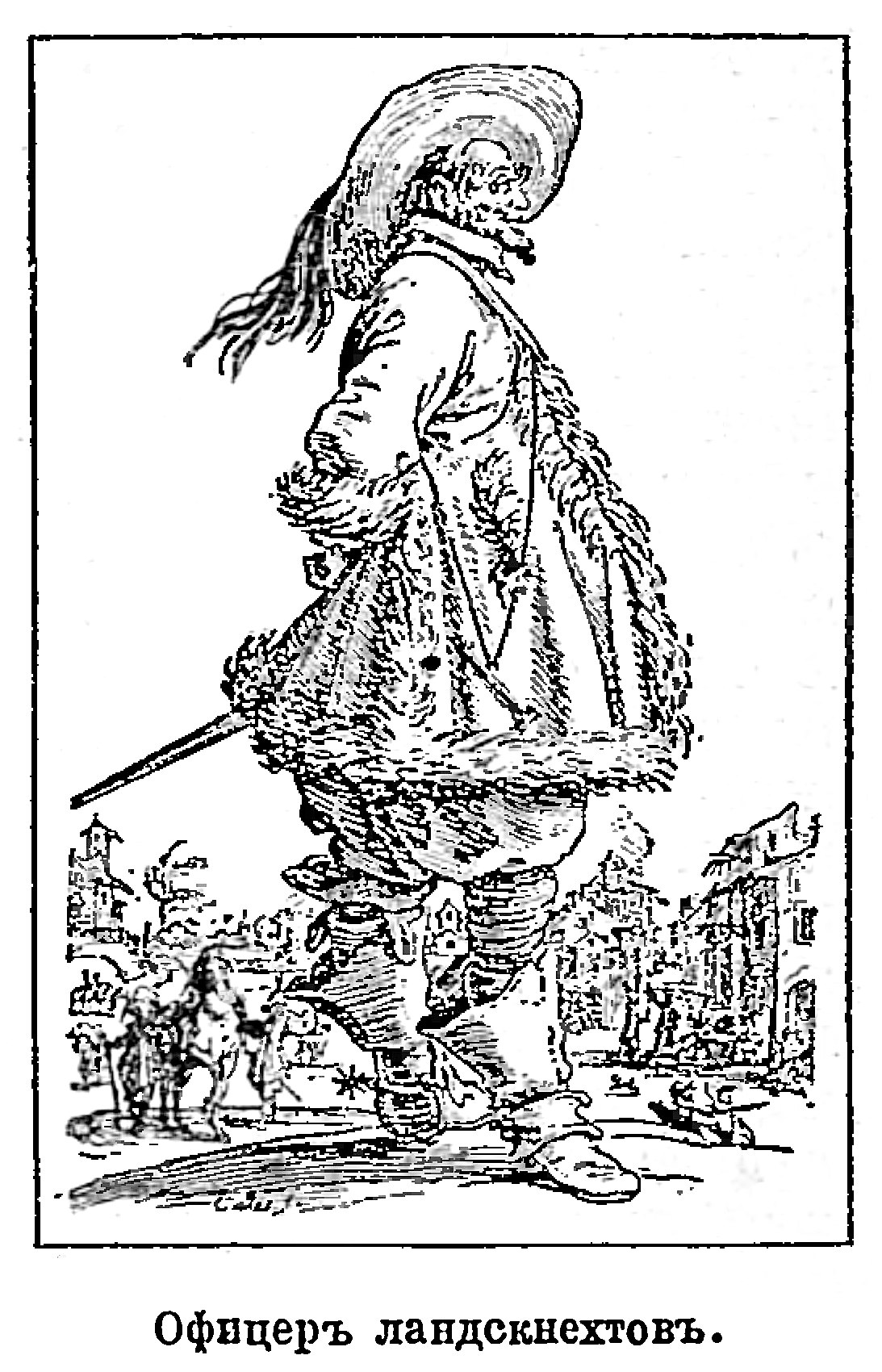
Офицер ландскнехтов, рисунок из «ВЭС»

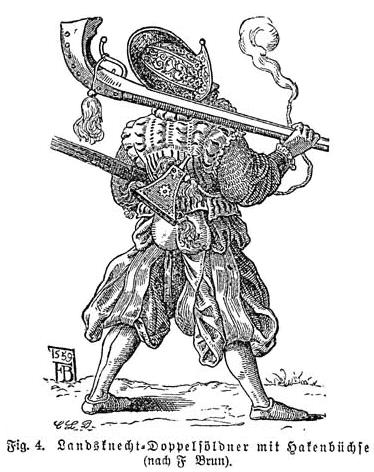
Ландскнехт в плюдерхозе с аркебузой. Гравюра Франца Брюна из сюиты «Солдаты». 1559 год.

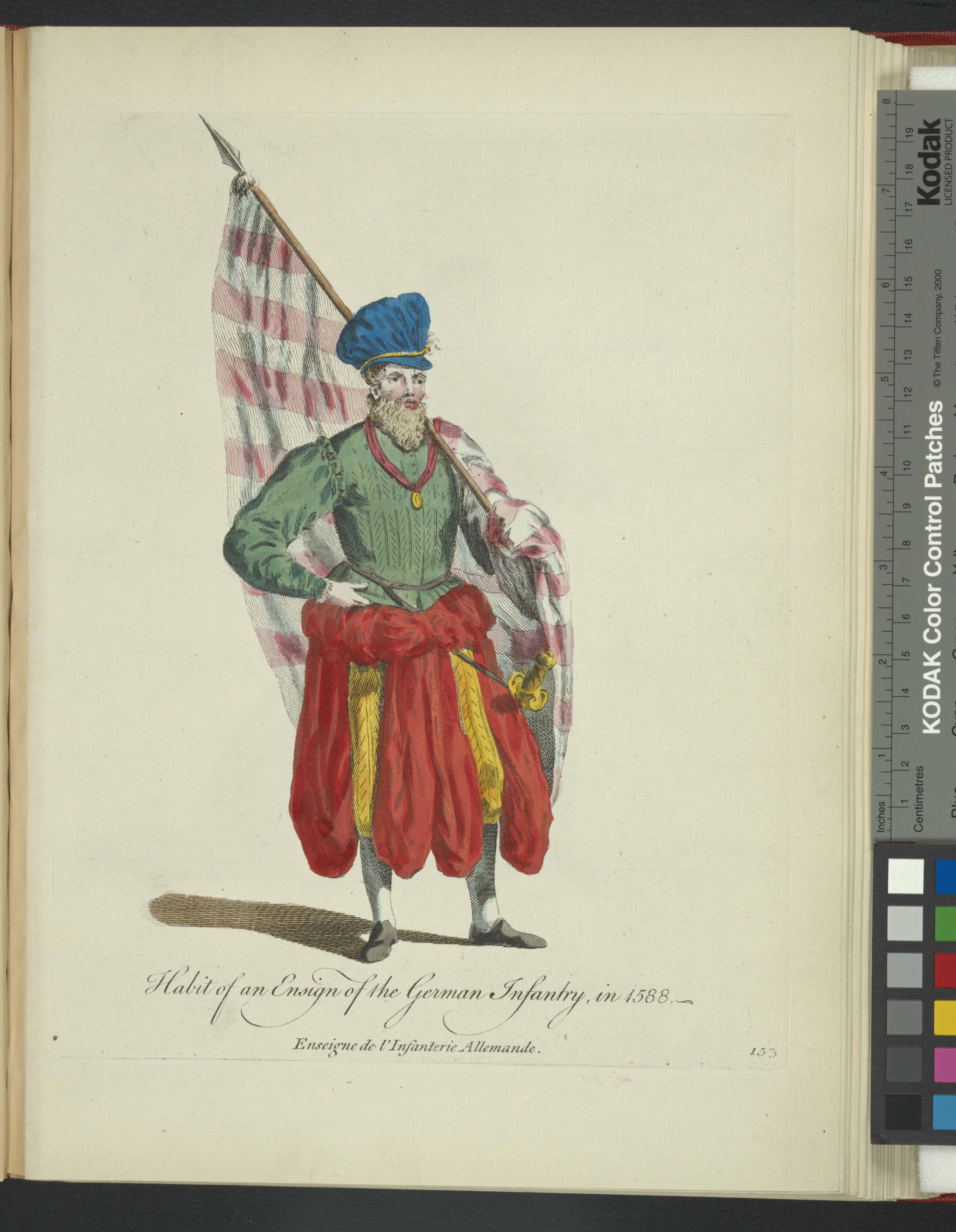
Немецкий знаменосец, в 1588 году.

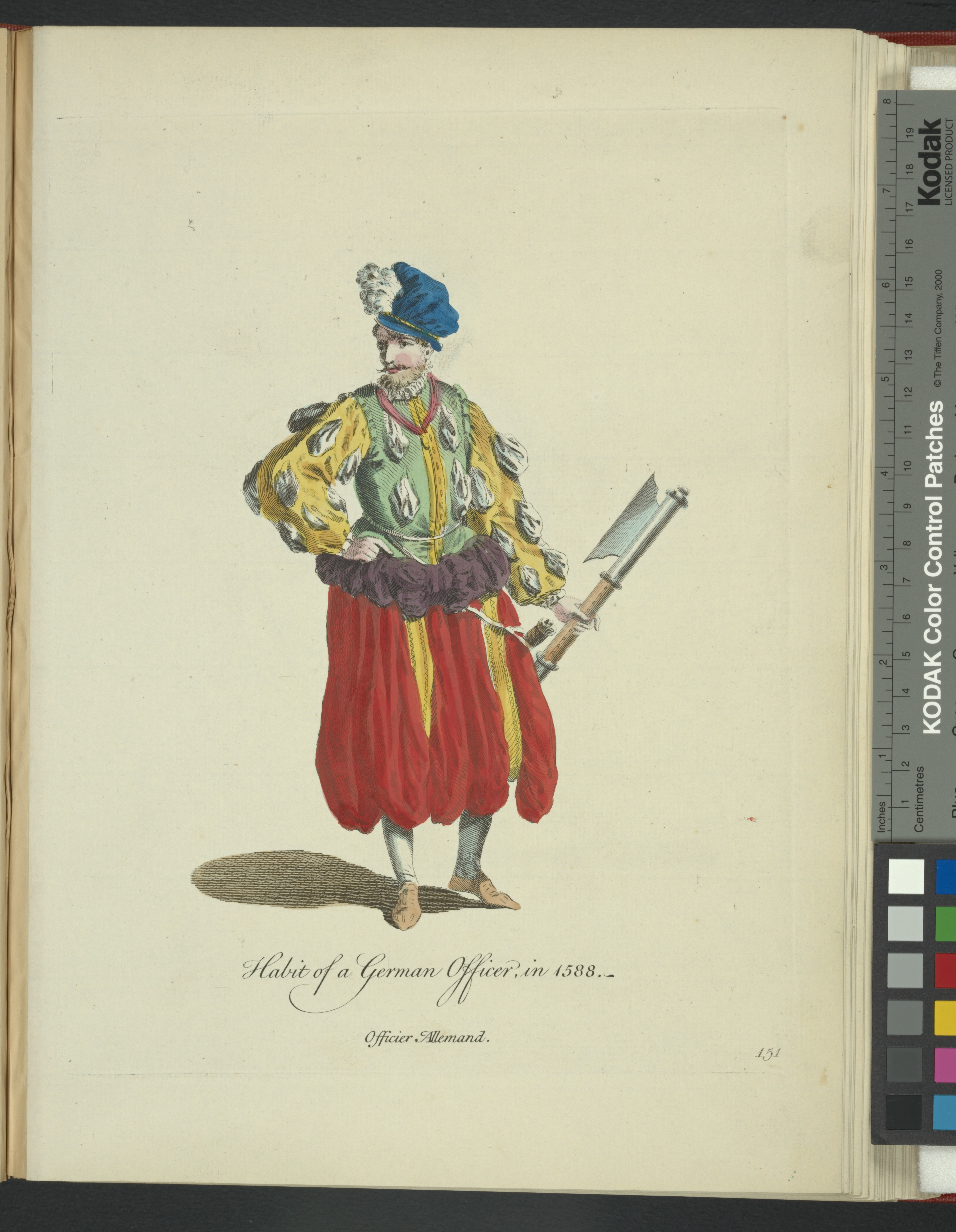
Немецкий офицер, в 1588 году.

Немецкий ротный командир, в 1588 году.

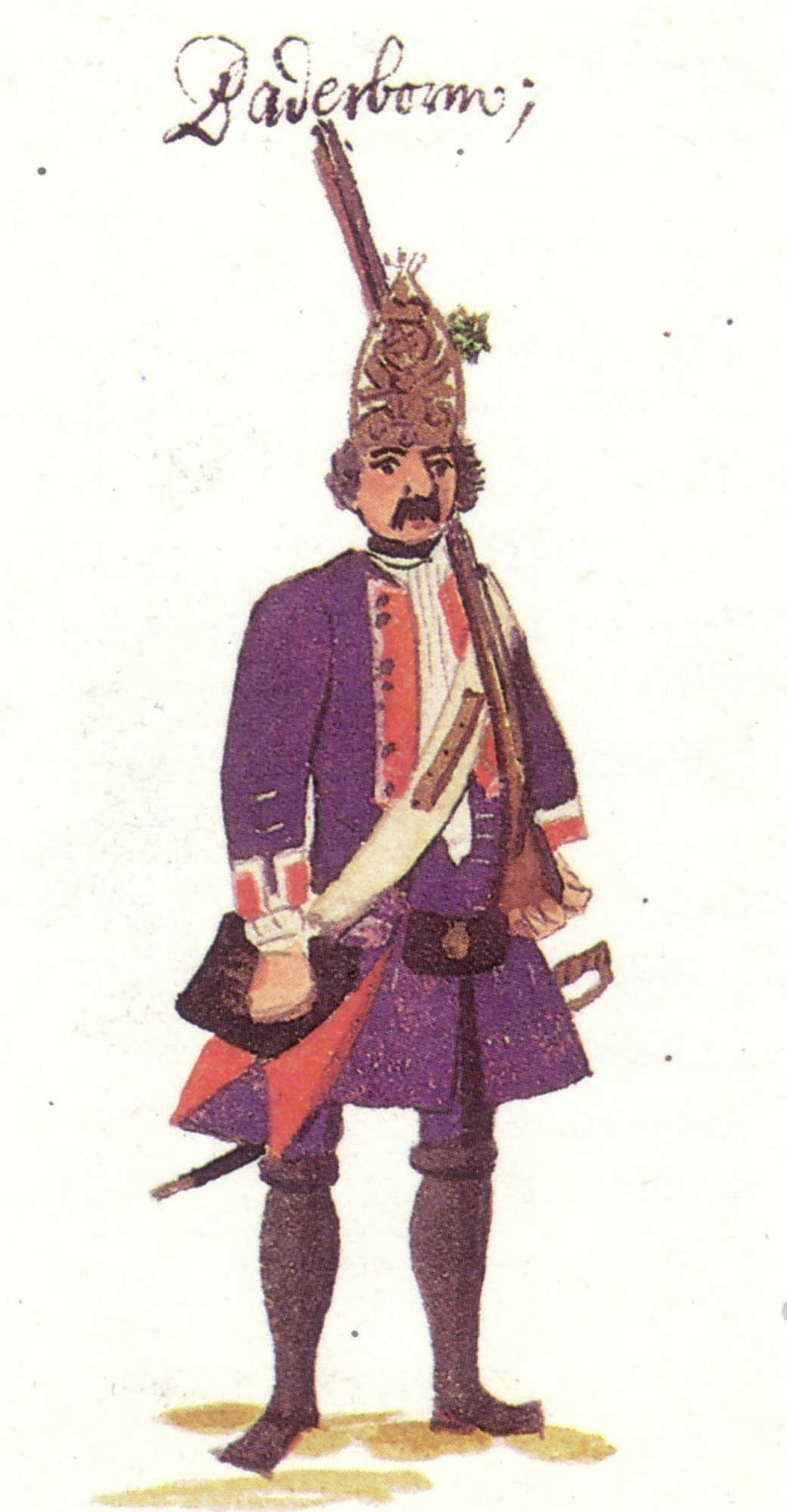
Гренадер имперской армии.

Имперская армия (нем. Reichsarmee) — вооружённые силы Священной Римской империи. Не следует путать с имперской армией Габсбургской монархии (нем. Kaiserliche Armee).

## История
В Германо-римской империи армия собиралась исключительно на время войны в Западной Европе, и каждый имперский чин должен был выставить определённый контингент вооружённой силы или же внести стоимость содержания соответствующего отряда ландскнехтов: за всадника 12 гульденов в месяц, а за пехотинца — четыре гульдена. Собрать армию Германо-римской империи было делом далеко не лёгким, и всякий имперский чин старался свалить с себя тяжесть военной повинности перед императором.
В 1509 году имперская армия численностью 40 000 человек, под верховным командованием императора Максимилиана I, осадила Падуя, но её гарнизон в 18 000 человек под командою Орсини гр. Питилиано мужественно выдерживал несколько месяцев осаду и имперцы должны были отступить.
В 1521 году численность имперской армии была установлена в 20 000 пехотинцев и 4 000 кавалеристов, а в 1681 году — в 28 000 пехотинцев и 12 000 кавалеристов.
Во время итальянских войн, в 1524 году, в конце октября, французские агрессоры короля Франсуа I численностью 37 000 человек осадили Павию, где имперцами был оставлен 6 000 гарнизон под командою Антонио де Лейва. Осада крепости затянулась до февраля 1525 года, когда на выручку гарнизона и жителей Павии подошла имперская армия под командованием Ланнуа. В ночь на 24 февраля имперцы атаковали армию короля Франсуа I и нанесли ей решительное поражение.
B 1598 году имперская армия под руководством франконского фельдмаршала Адольфа фон Шварценберга, осаждала турецкую крепость Офен, но османы, получив подкрепления, отстояли крепость-город.

### Тридцатилетняя война
В годы Тридцатилетней войны Фердинанд II прибег к найму профессиональной армии Альбрехта фон Валленштейна, которая содержалась за счёт контрибуций с захваченных европейских земель. Разорения, причиняемые наёмниками, заставили европейских князей согласиться на формирование армии на принципах, заложенных имперской реформой.
Главнокомандующими Имперской армией в годы Тридцатилетней войны были Альбрехт фон Валленштейн (1625—1630) и Тилли (1630—1632). Утверждение главнокомандующих производило собрание курфюрстов по предложению императора.

### Австро-турецкая война (1663—1664)
20 марта 1664 года на рейхстаге в Регенсбурге маркграф Леопольд Вильгельм Баден-Баденский был назначен фельдмаршалом и командующим войсками имперских округов ("einem Feldmarschall über die gantze Reichs Creyß-Armee"). Фельдмаршал-лейтенантом Имперской армии тогда же был назначен Георг Фридрих Вальдекский.
Имперская армия участвовала в битве при Сентготхарде под общим руководством генералиссимуса Монтекукколи.

### Реформа 1681 года ибитва при Вене(1683)
Согласно закону 1681 года, Имперская армия должна была состоять из 28 000 солдат пехоты и 12 тысяч солдат кавалерии, причём ответственность за формирование и содержание армии, а также за поддержание обороноспособности имперских крепостей была возложена на имперские округа. В период военных действий численность армии могла по решению имперских округов увеличиваться. Командование и назначение высшего офицерского состава осуществлялось непосредственно германо-римским императором.
В 1682 году рейхс-генерал-фельдмаршалом (нем. Reichsgeneralfeldmarschall) на рейхстаге в Регенсбурге был избран князь Георг Фридрих Вальдекский. В 1683 году Имперская армия пришла на помощь императору и способствовала поражению турок под Веной.

### Война за пфальцское наследство (1688 — 1697)
В связи с угрозой имперским владениям со стороны Франции 14 февраля 1689 года была объявлена имперская война.
В 1694 году на уровне нескольких имперских округов было принято решение о поддержании в боеготовности некоторых частей Имперской армии и в мирное время, в результате чего возникли постоянные окружные войска (нем. Kreistruppen), существовавшие одновременно с армиями отдельных княжеств. Император прибегал также к найму военных контингентов у территориальных правителей.
Княжества по-прежнему старались ограничить своё участие в комплектовании Имперской армии, сохраняя свои лучшие воинские контингенты для собственных войск или передавая их по найму за плату иностранным державам. Торговля солдатами превратилась в один из важнейших источников доходов средних и малых государственных образований германо-римской империи (классический пример — Гессен-Кассель). Боевая подготовка, оружие и дисциплина Имперской армии также оставались на достаточно низком уровне.
В то же время в период французской агрессии конца XVII века благодаря усилиям Швабского, Франконского и Верхнерейнского округов удалось организовать достаточно эффективную постоянную Имперскую армию.
В 1696 году должность генерал-фельдмаршала Швабского имперского округа получил известный военачальник «Турецкий Людвиг» Людвиг Вильгельм Баден-Баденский; в 1703 году он же сделан рейхс-генерал-фельдмаршалом.

### Имперская армия в XVIII веке
В очередной раз имперская война объявлялась во время войны за испанское наследство (30 сентября 1702 года) и за польское наследство (в 1734 году).
К этому времени звание рейхс-генерал-фельдмаршала стало постоянным, причём согласно действовавшему в Германии религиозному миру, существовало одновременно два рейхс-генерал-фельдмаршала: один возглавлял контингент католических германских князей, второй – протестантских.
В 1707 году рейхс-генерал-фельдмаршалом назначен выдающийся военачальник Евгений Савойский. При нём численность Имперской армии достигла 36 000 человек.
Однако в 1740 году Имперская армия была распущена. Позже была собрана и 30 сентября 1745 года, во время 2-й силезской войны, имперская армия под руководством принца Карла Лотарингского потерпела поражение у чешской деревни Соор, Кёниггрецкий округ, в бою с прусскими войсками Фридриха II.
Во время Семилетней войны 17 января 1757 года Имперская армия вновь была мобилизована против «возмутителя спокойствия в Германии» — прусского короля Фридриха II. Тогда же был назначен рейхс-генерал-фельдмаршал герцог Саксен-Гильдбурггаузен. Имперская армия вместе с союзной французской армией потерпела сокрушительное поражение при Росбахе 25 октября 1757 года.
В 1758 году Имперская армия была поставлена под начало австрийских генералов и сражалась против Фридриха II до самого конца войны; только 27 марта 1760 года рейхстаг в Регенсбурге избрал командующего Имперской армией принца Цвайбрюккен-Биркенфельда рейхс-генерал-фельдмаршалом.
В последний раз имперская война была объявлена во время войны с революционной Францией 22 марта 1793 года. Действия Имперской армии в войнах с революционной Францией были неудачны, порядок сформирования и содержания армии уже не отвечал требованиям времени.
Известные главнокомандующие Имперской армией этого периода: принц Саксен-Кобург-Заафельд (1793 год) и эрцгерцог Карл (1796 год).
После падения Священной Римской империи и образования Рейнского союза в 1806 году имперская армия перестала существовать.

## Структура и руководство
Имперская армия возглавлялась имперским генерал-фельдмаршалом (Reichsgeneralfeldmarschall), помощником которого был имперский генерал-лейтенант (Reichsgeneralleutnant). Вся имперская армия делилась на окружные войска (нем. Kreistruppen), каждое из которых возглавлял окружной генерал-фельдмаршал (Kreisgeneralfeldmarschall), например из Швабского округа. Окружные войска выставляли три — 4 окружных пехотных полка (Kreis-Infanterieregiment) и три окружных кавалерийских полка (Kreis-Kavellerieregiment), каждый полк возглавлялся полковником (Oberst), помощником которого являлся подполковник.

## Оценка современников
Имперская армия представляла собой сброд плохо вооружённых различных подонков германского общества, которыми владетели мелких монархий наполняли свои контингенты, а их соотечественники страшились их пуще врагов германских земель, не давали им зимних квартир, иногда дубьём отгоняли их от своих поселений. Так как это войско и его солдаты были не очень надёжными, к ним применяли орудие воспитания и наказания шпицрутены (spiesholz).